# 크리스티나 아스무스
크리스티나 아스무스(러시아어: Кристи́на А́смус, 영어: Kristina Asmus, 1988년 4월 14일 ~ )는 러시아의 배우이다.

## 출연 작품
- 더 웨이러 보이 (2020)
- 문자 (2019)
- 1942: 최정예특수부대 스페츠나츠 (2015)